# یحیی تارساز
هُوْهانِس آبکاریان (به ارمنی Հովհաննես Աբքարյան - به انگلیسی Hovhannes Abkarian)، (زاده ۱۸۷۵ - درگذشته ۱۹۳۱)، معروف به یحیی تار ساز، سازنده ساز ارمنی‌تبار اهل ایران بود.

## زندگی
هوهانس آبکاریان معروف به یحیی تار ساز فرزند «خاچیک نجارباشی» در سال ۱۸۷۵ میلادی (۱۲۵۴ یا ۱۲۵۵ خورشیدی) در یکی از محله‌های قدیمی جلفای اصفهان به نام «محله سنگتراش‌ها»، در «کوچهٔ گازاندران» به دنیا آمد.او به یحیی دوم نیز معروف است. وی ابتدا وسایل موسیقی و طرز ساخت آن‌ها را از پدرش آموخت و کم‌کم پا را فراتر از الگوی پدر گذاشت و برای شروع کار از الگو و اندازه‌های تار «استاد فرج‌الله» تقلید کرد.

## ویژگی‌های تار یحیی

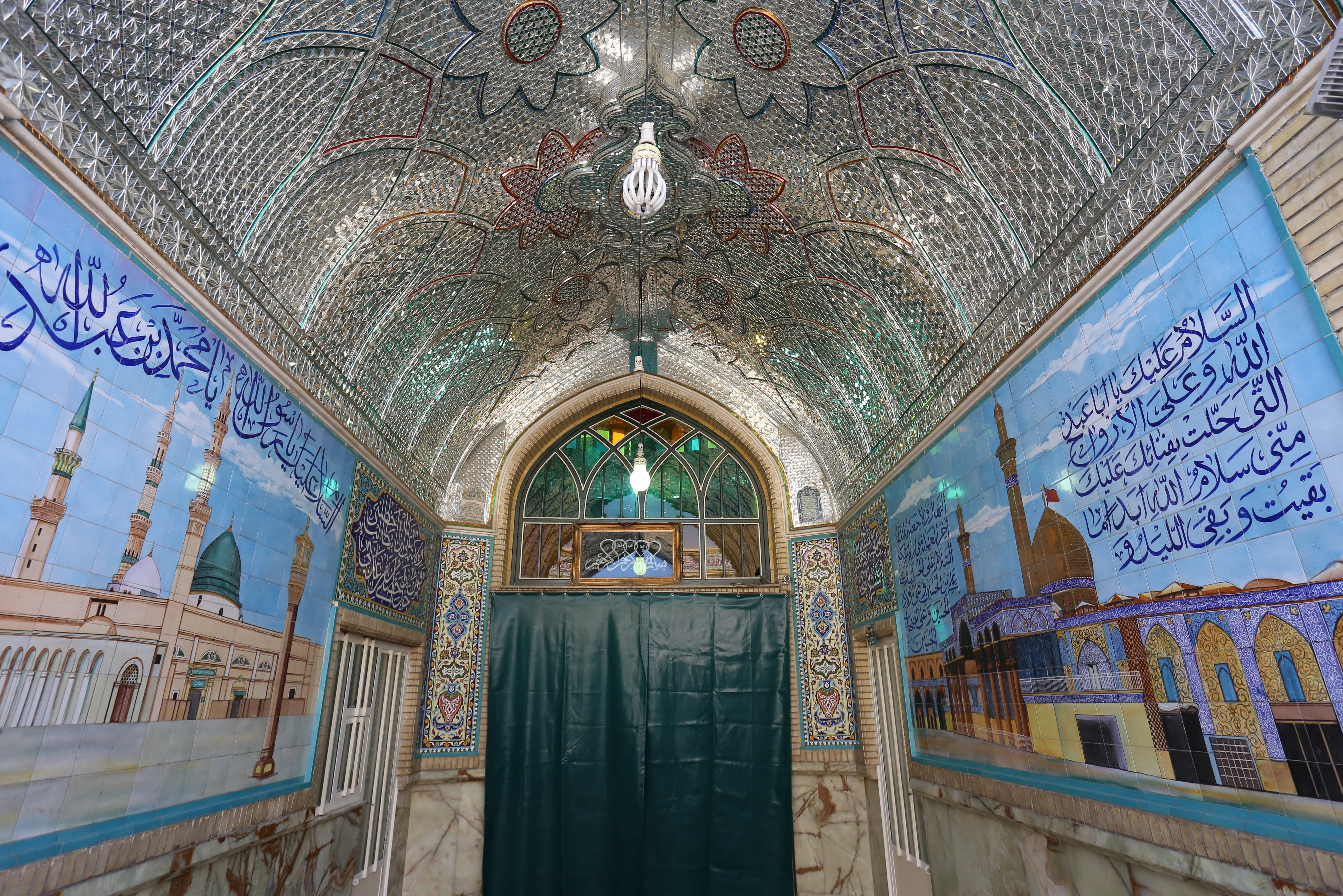
یحیی تار ساز، نفر نشسته سمت چپ که تیشه بدست دارد.

از ویژگی‌های تار یحیی نکته‌ای است که استادان قبل و بعد از او کمتر به آن توجه داشته‌اند. یحیی اولین سازنده‌ای بود که از ابتدای کار روند کیفی ثابت و مستمری (و به اصطلاح امروز استانداردی) را برای کار خود در نظر گرفت. مقایسهٔ آثار متعدد بر جای مانده از او حکایت از آن دارد که انحراف معیار در آثار متعدد استاد یحیی بسیار ناچیز و در حد صفر است. تمامی تارهای به جای مانده از او حتی از نظر کوچک‌ترین معیارها و اندازه‌های فنی و الگو اختلاف چندانی با یکدیگر ندارند (البته، با در نظر گرفتن این نکته که یحیی در سه اندازهٔ بزرگ، متوسط و کوچک تار می‌ساخته)؛ امری که بیشتر از یک کارخانه با فناوری نوین مورد انتظار است تا از سازنده‌ای در کارگاهی کوچک و ابتدایی.
می‌گویند صبر و حوصله یحیی در آماده‌سازی چوب توت راز ماندگاری سازها و طنین خوش صدای آن‌ها است. نقل شده که یحیی کُنده‌های توت را در حاشیه زاینده‌رود می‌بسته تا آب به مرور زمان آوندها را از شیرآبه خالی کند. سپس بعد سالی آن‌ها را به نانوایی برده و سالی دیگر کُنده‌ها در کنار تنور نانوایی خشک می‌شدند. سالی دیگر را نیز در دمای کارگاه سپری می‌کردند و آن گاه زیر تیشه استاد تارساز قرار می‌گرفتند.
خوش‌خوانی و خوش دستی تار یحیی به چند عامل مهم دیگر نیز بستگی دارد که عبارت‌اند از: طرز ساخت کاسه، شیوهٔ نصب دسته به کاسه، عمل آوردن رو دسته، اندازه‌های نسبت کاسه به دسته، تناسب کاسهٔ بزرگ با کاسهٔ کوچک، نفیر داخل کاسه، تراش داخل کاسه، تناسب داخلی حجم کاسهٔ بزرگ و کوچک و… مهم‌تر از همه اینکه یحیی خرکی را که اولین بار روی تار قرار می‌داد تا آن را امتحان کند اگر از نظر صدا دهی مقبول واقع می‌شد، دیگر آن را تغییر نمی‌داد و این خرک را همیشه بر روی تار نگاه می‌داشت.
هر ساله آقا حسینقلی و میرزا عبدالله سفری به اصفهان کرده و از ساخته‌های یحیی آزمون به عمل می‌آوردند. تار یحیی را اشرف تارها و صدای آن را یکی از بهترین صداهای ساطع شده از ساز تار می‌دانند.

## الگوی ساز یحیی

نمونه‌ای از تار یحیی.

مُهر یحیی که تاریخ آن به هجری قمری است.

نامه یحیی تار ساز به روزنامه ناهید برای عرض تشکر.

امروزه شکل و ساختمان کنونی تار که ساخته می‌شود از روی تار یحیی است و به «الگوی یحیی» معروف است. در سال ۱۳۱۲ قیمت تار یحیی ۴۰ تومان بوده‌است. در حالی که تار سایر استادان آن زمان از ۱۴ یا ۱۵ تومان تجاوز نمی‌کرده‌است. تارهای معمولی بی‌نام و نشان نیز ۳ تا ۵ تومان قیمت داشته‌اند.
یحیی در ابتدا بی مهر می‌ساخته، اما تقلید و فروش تار به نام او باعث شد تا سرانجام مهر بیضی یحیی را بسازد و درون کاسه و زیر سیم گیر را مهر کند. او در کارهای سال‌های ۱۳۰۰ به بعد تاریخ و در برخی محل ساخت را نیز حک می‌کرد.
تارهای یحیی به علت مرغوبیت خریداران فراوانی داشت. به همین دلیل کار او را تقلید می‌کردند و به نام او می‌فروختند. همین موضوع استاد را واداشت تا نخستین بار برای نشان دادن اصالت کارش مهری بسازد. استاد مهر بیضی شکل کوچکی با اسم یحیی ساخت و آن را درون کاسهٔ ساز چسباند اما پس از چندی طبق روال گذشته از نو تارهایی تقلبی به نام او ساختند؛ لذا استاد تصمیم گرفت مهری دایره شکل با تاریخ بر روی دستهٔ تار بچسباند. در نهایت، استاد مهر سومی تهیه کرد که تاریخ و محل ساخت تار را نشان می‌داد. آن را به صورت مخفی در زیر سیم‌گیر بر روی کاغذی می‌زد و سپس، زیر استخوان سرپنجه می‌چسباند. اگر تاری این سه مهر را داشته باشد، خصوصاً مهر زیر استخوان سرپنجه را، بی‌گمان ساختهٔ یحیی است. بعدها، این کار در بین سازندگان ساز رواج پیدا کرد.
یحیی از سال‌های ۱۳۲۲ قمری به بعد، یعنی از ۳۰ سالگی، مهر خود را بر روی سازها حک می‌کرده‌است؛ در این سال‌ها کم‌کم الگوی خود را نهایی کرد و ساز‌ها را به اندازه‌ی مناسب رساند. به این نحو، الگوی یحیی شناخته‌شده گشت. تاریخ‌های مهر یحیی، سال‌های ۱۳۲۲، ۱۳۴۰، ۱۳۴۳، ۱۳۴۵ و ۱۳۵۲ قمری می‌باشد.
امروزه تعداد سازهای یحیی را ۱۵۰ عدد تخمین زده‌اند. تارهای ساخت یحیی امروزه زینت بخش موزه‌های ایران است؛ و نمونه‌ای از تار ساخت یحیی هم‌اکنون در موزه کلیسای وانک نگهداری می‌شود و در معرض دید عموم قرار دارد.

## درگذشت
یحیی در ۱۹۳۱ (۲۸ بهمن ۱۳۱۰) در سن ۵۶ سالگی در جلفای نو اصفهان درگذشت و در قبرستان ارمنیان، در دامنهٔ کوه صفه، به خاک سپرده شد.
ساسان سپنتا در کتابش سال مرگ او را ۱۳۱۲ ذکر کرده‌است و برخی دیگر نیز سال مرگ یحیی را ۱۳۱۱ عنوان کرده‌اند. یحیی در زمان مرگ چیزی در حدود ۵۶ سال سن داشته‌است. عده‌ای دلیل مرگ او را استنشاق مداوم تراشه چوب توت ذکر کرده‌اند. چه آن که چوب توت حاوی ماده سمی آرسنیک است و استنشاق گرد ساییده آن در طول زمان می‌تواند بیماری‌های تنفسی یا سرطان ایجاد کند. به نوشته سپنتا، یحیی در ساخت تار اعجاز می‌کرده‌است و تار یحیی گران‌ترین و مشهورترین تارهای دنیا بوده‌است. اتفاقاتی که تا امروز نیز تداوم یافته‌است.